# Васильєвка (Шаранський район)
Васи́льєвка (рос. Васильевка, башк. Васильевка) — село у складі Шаранського району Башкортостану, Росія. Входить до складу Писаревської сільської ради.
Населення — 11 осіб (2010; 21 у 2002).
Національний склад:
- чуваші — 86 %